# Loma Bonita, Ocoyoacac
Loma Bonita är en ort i kommunen Ocoyoacac i delstaten Mexiko i Mexiko. Samhället hade 1 634 invånare vid folkräkningen år 2020.